# レオン・ライ

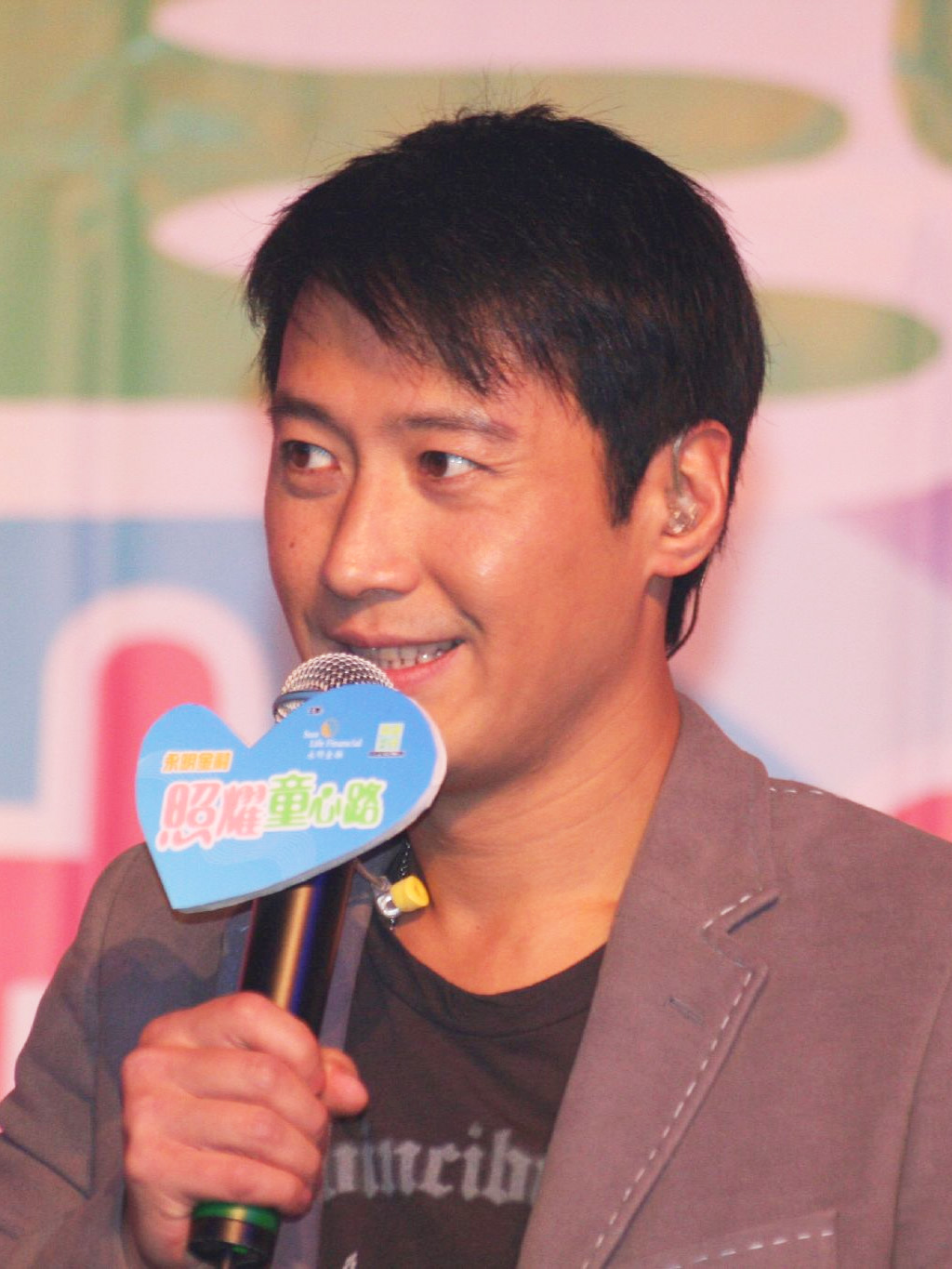
レオン・ライ（2006年）

レオン・ライ（中国語: 黎明、広東語: ライ・メン、北京語: リー・ミン、英語: Leon Lai、1966年12月11日 - ）は、香港を拠点に活動している歌手、俳優。
劉徳華（アンディ・ラウ）、郭富城（アーロン・クオック）、張學友（ジャッキー・チュン）と共に四大天王と呼ばれ、一時代を築いた。

## 来歴
中華人民共和国北京市に出生、4歳、香港へ移住。13歳から19歳までイギリスへ留学。1985年に香港へ戻り、ATVの俳優養成所に入所。1986年、TVB第5回全球華人新秀歌唱大賽で3位に入賞し、歌手デビュー。1987年、『美男子』で映画デビュー。1988年からドラマにも出演し、1990年、ファーストアルバム『相逢在雨中』でTVB十大勁歌金曲の最優秀新人賞を受賞。1997年、オムニバス映画『THREE/臨死』の「going home」で第39回金馬奨の最優秀男優賞を受賞した。2001年に「A Music」を設立。楊千嬅（ミリアム・ヨン） や衛蘭（ジャニス・ビダル） などのマネジメント会社の社長を務める。

## 主な出演作品

### 映画
- 美男子（1987年）
- 四千金（1988年）
- 少女心（1988年）
- ミッシング・マン（都市獵人、1989年）
- YES一族（1991年）
- 豪門夜宴（1991年）
- マジック・タッチ（神算、1992年・香港）
- 痴情快婿（1992年）
- 伙頭福星（1992年）
- 新・愛と復讐の輓歌（明月照尖東、1992年・香港）
- 獅子よ眠れ（龍騰四海、1992年・香港）
- 妖獣都市 〜香港魔界篇〜（1992年・香港）
- シティーハンター（城市獵人、1993年・香港）
- 飛狐外傳（1993年・香港） 胡斐役
- 1000の瞬き（都市情縁、1994年・香港）
- 仙人掌（1994年）
- 天使の涙（墮落天使、1995年・香港）
- 廃話小説（1995年）
- ラヴソング（甜蜜蜜、1996年・香港）
- ゴッド・ギャンブラー 賭神伝説（賭神3之少年賭神、1996年・香港）
- 愛你愛到殺死你（1997年）（CS放映時邦題「殺したいほど愛してる」）
- 半生縁（1997年）
- 玻璃の城（玻璃之城、1998年・香港）
- 新戀愛世紀 ラブ・ジェネレーション（新戀愛世紀、1998年・香港）
- ヒーロー・ネバー・ダイ 真心英雄（真心英雄、1998年・香港）
- ひとめ惚れ（一見鍾情、2000年・香港）
- スパイチーム（神偸次世代、2000年・香港）
- バレット・オブ・ラブ（不死情謎、2001年・香港）
- HEAVEN（天士夢、2001年・韓国）
- エブリデイ・イズ・バレンタイン（情迷大話王、2001年・香港）
- カルマ（異度空間、2002年）
- THREE/臨死「going home」（三更 - 回家、2002年・韓国＝香港＝タイ）
- ヒロイック・デュオ 英雄捜査線（雙雄、2003年・香港）
- インファナル・アフェアIII　終極無間（無間道3 終極無間、2003年・香港）
- 金雞2（2003年）
- 大城小事（2004年）
- セブンソード（七劍、2005年・香港＝中国＝韓国）
- 情義我心知（2006年・香港）
- エンプレス/運命の戦い（江山美人、2008年・香港＝中国）
- 花の生涯〜梅蘭芳〜（梅蘭芳、2008年・中国＝香港＝台湾）
- 孫文の義士団（十月圍城、2009年・中国＝香港）
- コンシェンス/裏切りの炎（火龍、2010年・香港）
- 為你鍾情（2010年・香港）
- 項羽と劉邦/White Vengeance（鴻門宴、2011年・中国＝香港）
- 楊貴妃 レディ・オブ・ザ・ダイナスティ（王朝的女人·楊貴妃、2015年・中国＝韓国＝日本）
- マッド・ドライバー（不速之客、2016年・韓国＝中国）

### テレビドラマ
- 城市故事（1986年・香港）
- 男兒本色（1987年・香港）
- 飛躍霓裳（1988年・香港）
- 兵權（1988年・香港）
- 回到唐山（1989年・香港）
- 天涯歌女（1989年・香港）
- 晉文公傳奇（1989年・香港）
- 風雲時代（1989年・台湾）
- 回到未嫁時（1990年・香港）
- 人在邊緣（1990年・香港）
- 今生無悔（1991年・香港）
- 原振俠（1993年・香港）
- 阿Sir早晨（1994年・香港）
- 將夜（2018年・中国）

## 私生活
2008年に結婚。相手は14歳年下のファッションモデルの楽基兒で、杜汶澤の結婚パーティーで知り合い、3年間交際した後にラスベガスで入籍。2012年10月3日、所属エージェントが楽基兒との離婚を公表。